# 1605 en science
| Années de la science : 1602 - 1603 - 1604 - 1605 - 1606 - 1607 - 1608    |
| Décennies de la science : 1570 - 1580 - 1590 - 1600 - 1610 - 1620 - 1630 |

Cet article présente les faits marquants de l'année 1605 en science.

## Événements
- 12 octobre : éclipse totale de soleil visible sur le sud de la France[1], décrite par Kepler.
- 21 décembre : Pedro Fernandes de Queirós quitte Callao à la tête de trois navires à la recherche de la Terra australis. Il découvre les Nouvelles-Hébrides en 1606[2].

## Publications
- Galilée et Girolamo Spinelli : Dialogo de Cecco di Ronchitti in Perpuosito de la Stella Nova, Padoue, 28 février 1605[3].

- Sir Francis Bacon : De dignitate et augmentis scientiarum—The Advancement of Learning (Du progrès et de la promotion des savoirs), sur la méthode scientifique ;
- Gaspard Bauhin : Theatrum Anatomicum infinitis locis auctum, Francfort, 1605 ;
- Charles de l'Écluse : Exoticorum libri decem (texte intégral) dans lequel son décrites de nombreuses nouvelles espèces ;
- Metius : Universiae astronomicae institutio, Franeker, 1605 ;
- Adrien Romain : Mathématiques de guerre : Mathesis polemica, sumptibus Læuini Hulsij Gandensis, Francfort, 1605 ;
- Michael Sendivogius : Cosmopolitae novum lumen chimicum  (Cosmopolite, ou nouvelle lumière de la physique naturelle), traité alchimique qui propose l'existence de la substance de la vie présente dans l'air, connues plus tard sous le nom d'oxygène.
- Claude Duret (v. 1570-1611) : Histoire admirable des plantes et herbes esmerveillables et miraculeuses en nature… (Paris, 1605). Il décrit des plantes étranges pour un arbre dont les feuilles s'enfuient sur de petites pattes lorsqu'elles touchent terre.

## Naissances

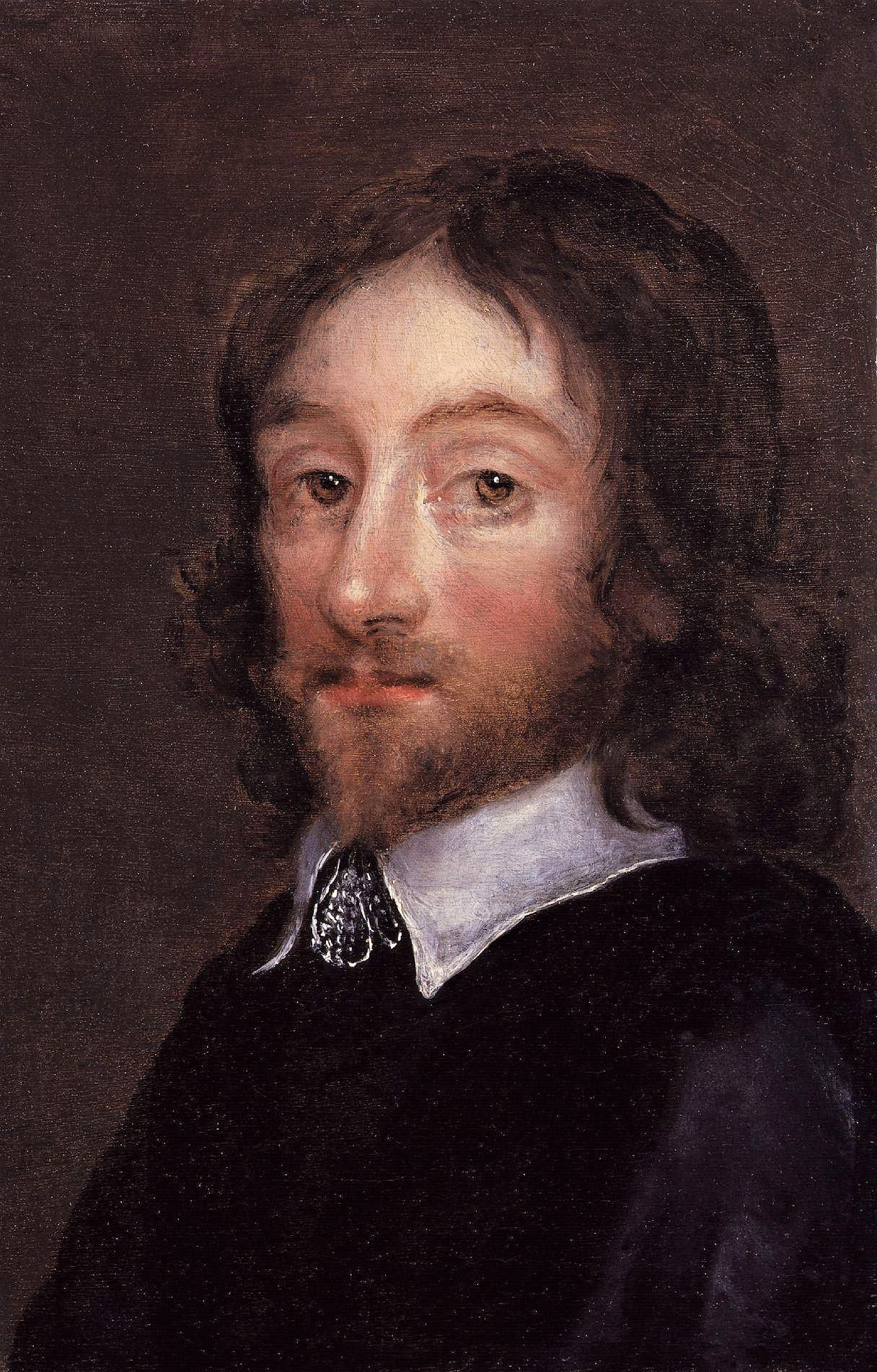
Sir Thomas Browne

- 28 septembre : Ismaël Boulliau (mort en 1694), astronome français.
- 19 octobre : Sir Thomas Browne (mort en 1682), médecin, encyclopédiste anglais.

- Andreas Cassius (mort en 1673), médecin et chimiste allemand.
- Martin van den Hove (mort en 1639), astronome et mathématicien néerlandais.
- Vers 1605 : Simon Dejnev (mort en 1673), navigateur russe.

## Décès
- 4 mai : Ulisse Aldrovandi (né en 1522), scientifique italien.
- 18 octobre : Jean Riolan (né en 1539), médecin français[4].
- 27 décembre : John Davis (né vers 1550), explorateur anglais.